# マイナス金利政策
マイナス金利政策（マイナスきんりせいさく、英: negative interest rate policy）とは、中央銀行が名目金利をゼロ未満のマイナス金利に設定する金融政策。金融緩和政策の一種。
金融機関による中央銀行への余剰預金に金利を支払うようにすることで、金融機関に融資や投資へ資金を回すように促し、経済を刺激させる目的で行われる。

## 概要
通常の金利政策（正の値の金利）の下では、民間銀行は中央銀行の当座預金にある準備預金のうち、法定額を超過した部分（超過準備）に対してしばしば利子を受け取っている。しかし、マイナス金利政策の下では、民間銀行が中央銀行に（中央銀行の当座預金の超過準備に対して）利子を支払わなければならない。マイナス金利政策は、その国の通貨を切り下げる圧力につながるため、その国の輸出を促進しうる。また、マイナス金利は民間銀行の資金を退蔵させておくのではなく投資へと向かわせる圧力となる。信用条件（credit condition）を緩和させるように働くため、国内需要への資金の貸し出しを増加させうる。しかしながら、マイナス金利は民間銀行の収益性を損ない、高いリターン率を求める投資家の過剰なリスクテイクを誘発するため、国内金融を不安定にさせる要因にもなりうる。
似たような低金利政策にゼロ金利政策があるが、政策金利をゼロ近くに下げるゼロ金利政策に対して、マイナス金利政策は中央銀行(日本銀行など)の当座預金の超過準備の名目金利をゼロ未満にするという点で異なっている。

### 名目金利と実質金利
マイナス金利政策でゼロ未満にまで下げるのは名目金利である。しかし、このとき実質金利は必ずしもマイナスにはならない。名目金利というのが額面上の金利であるのに対し、実質金利とは物価変動分を加味した金利である。たとえば、経済が4%のインフレ状態にあり、このときの名目金利が5%であるとする。すると、資金を5%の金利で貸し出すことで1年後に名目上5%の利益を得ることができる。しかし、この経済は4%のインフレ状態にあるので、1年間で貨幣の価値は4%下がっている。よって、1年間資金を貸し出したことによる実質の利益は 5% - 4% = 1% であり、実質的には1%の利益に過ぎない。この「名目金利－インフレ率」によって導かれる金利を実質金利と呼ぶ。
ここで、インフレ率が-4%のデフレ状態にある経済を考える。名目金利が5%であるとき、資金を1年間貸し出すことで名目上5%の利益を得ることができる。しかし、この経済はインフレ率が-4%のデフレ状態にあるので、この1年間で貨幣の価値は4%上昇している。すると、1年間の資金の貸し出しで実質的に 5% - -4% = 9% の利益を得ていることになり、すなわち実質金利が9%であるということができる。これは、仮にこの経済の名目金利が0%にまで下がったとしても、インフレ率が-4%のデフレである限り、実質金利は 0% - -4% = 4% に留まることを意味する。通常、名目金利はゼロ以下にはならないため、低金利政策にはこのような限界があった。
なお、名目金利がプラスであっても、インフレ下の経済では実質金利はマイナスになることがある。

### 紙幣や硬貨との整合性
政策金利をマイナスにした場合は、銀行の普通預金の金利もマイナスになるべきであるが、紙幣や硬貨は金利0%のため、普通預金よりも高利回りになり、整合性がとれなくなる。そのため、普通預金をマイナス金利にするには、紙幣・硬貨の廃止（キャッシュレス社会）やその他何らかの対策が必要とされる。

## 実際にマイナス金利政策が採用された事例

### 欧州
欧州では一部の中央銀行でマイナス金利政策が採用されている。たとえば、欧州中央銀行（European Central Bank）、デンマーク国立銀行（Danish Central Bank）、スウェーデン国立銀行（Sveriges Riksbank）、スイス国立銀行（Swiss National Bank）は政策金利(中央銀行の超過準備に対する金利)についてマイナス金利を採用している。これらの銀行がマイナス金利政策を採用したのは、すでに緩和状態にある金融政策をより緩和させるためであり、2013～2015年初頭にかけての減少圧力のかかったインフレ予想によるデフレリスクを懸念したものである。

### 日本
2016年1月29日、日本銀行はマイナス金利政策の採用を発表した。これは民間銀行の日銀当座預金にある超過準備に対して-0.1%のマイナス金利を課すものであり、2月16日より実行される。日本銀行の黒田東彦総裁によれば、マイナス金利を採用したのは2%のインフレ目標をできるだけ早期に達成するためである。黒田総裁は以前から2%のインフレ率を2016年末には達成したいとしていたが、市場は広くその目標が達成できるかどうか懐疑的であり、実際、実現しなかった。2016年1月当時、日本銀行は2016年4月から2017年3月の期間で、コアインフレ率は平均0.2～1.2%と予想していた。
マイナス金利導入後、半年が経過した2016年8月現在、都銀の貸出残高（全国銀行協会ベース：7月末）は3年9か月ぶりに減少に転じる等、マイナス金利導入が企業の資金需要に繋がっていない。また、各金融機関の総資金利鞘は減少し続け、2017年3月決算の段階で20行が逆ざやの状態となっているなど、金融業界への影響は大きく、大手銀行では収益改善のために顧客から口座維持手数料を徴収することを検討している。
2024年3月19日、無担保コール翌日物金利の誘導目標を0.0～0.1%程度にすることとし、ゼロ金利政策に復帰した。